# Ponet-et-Saint-Auban
Ponet-et-Saint-Auban är en kommun i departementet Drôme i regionen Auvergne-Rhône-Alpes i sydöstra Frankrike. Kommunen ligger i kantonen Die som tillhör arrondissementet Die. År 2022 hade Ponet-et-Saint-Auban 143 invånare.

## Befolkningsutveckling
Antalet invånare i kommunen Ponet-et-Saint-Auban
Referens:INSEE